# Normale Zahl
Als normale Zahl wird in der Mathematik eine reelle Zahl bezeichnet, unter deren Nachkommaziffern für jedes {\displaystyle k\geq 1} alle möglichen {\displaystyle k}-stelligen Ziffernblöcke mit gleichen asymptotischen relativen Häufigkeiten auftreten. 
Eine Zahl heißt also normal, wenn in ihrer Ziffernfolge jeder Ziffernblock vorkommt und Ziffernblöcke gleicher Länge gleich häufig auftreten.

## Definition

### Sequenzen über einem Alphabet
Sei {\displaystyle \Sigma } ein endliches Alphabet und {\displaystyle \Sigma ^{\infty }} bezeichne die Menge aller Folgen (= unendlichen Sequenzen) über diesem Alphabet.
Sei {\displaystyle S\in \Sigma ^{\infty }} eine solche Folge. Für jedes Zeichen {\displaystyle a\in \Sigma } sei mit {\displaystyle N_{S}(a,n)} die Anzahl bezeichnet, wie oft {\displaystyle a} in den ersten {\displaystyle n} Gliedern der Folge {\displaystyle S} auftritt. Die Folge {\displaystyle S} heißt einfach normal genau dann, wenn für jedes {\displaystyle a} folgende Grenzwertbeziehung erfüllt ist:
{\displaystyle \lim _{n\to \infty }{\frac {N_{S}(a,n)}{n}}={\frac {1}{|\Sigma |}}}
Sei {\displaystyle w} ein Wort (= endliche Sequenz) über diesem Alphabet, also aus {\textstyle \Sigma ^{*}=\bigcup _{n\in \mathbb {N} _{0}}\Sigma ^{n}}, und sei {\displaystyle N_{S}(w,n)} die Anzahl, wie oft das Wort {\displaystyle w} als Teilwort in den ersten {\displaystyle n} Zeichen  der Folge {\displaystyle S} auftritt. (Beispiel: Für {\displaystyle S=01010101...} gilt {\displaystyle N_{S}(010,8)=3}.) Die Folge {\displaystyle S} heißt normal genau dann, wenn für alle endlichen Wörter {\displaystyle w\in \Sigma ^{\ast }} folgende Grenzwertbeziehung gilt:
{\displaystyle \lim _{n\to \infty }{\frac {N_{S}(w,n)}{n}}={\frac {1}{{|\Sigma |}^{|w|}}}}
wobei {\displaystyle |w|} die Länge des Worts {\displaystyle w} bezeichnet und {\displaystyle |\Sigma |} die Anzahl der Zeichen im Alphabet {\displaystyle \Sigma }.
Mit anderen Worten ist die Folge {\displaystyle S} genau dann normal, wenn alle Wörter gleicher Länge {\displaystyle k=|w|} mit der gleichen asymptotischen Häufigkeit auftreten.
In einer normalen Binärfolge (= Folge über dem Alphabet {\displaystyle \{0,1\}}) kommen die Ziffern {\displaystyle 0} und {\displaystyle 1} im Grenzwert {\displaystyle n\to \infty } mit der Häufigkeit {\displaystyle {\tfrac {1}{2}}} vor, außerdem die Paarungen {\displaystyle 00}, {\displaystyle 01}, {\displaystyle 10} und {\displaystyle 11} mit der Häufigkeit {\displaystyle {\tfrac {1}{4}}}, die Tripletts {\displaystyle 000}, {\displaystyle 001}, {\displaystyle 010}, {\displaystyle 011}, {\displaystyle 100}, {\displaystyle 101}, {\displaystyle 110} und {\displaystyle 111} mit der Häufigkeit {\displaystyle {\tfrac {1}{8}}} usw.
Betrachten wir nun als Zeichenfolge eine Ziffernfolge {\displaystyle S_{x,b}} einer beliebigen reellen Zahl {\displaystyle x} in der Darstellung in einem Stellenwertsystem (als Zahlensystem) mit einer ganzzahligen Basis {\displaystyle b\geq 2} ({\displaystyle b}-adische Darstellung). Die Zeichen sind hier die Ziffern dieser Darstellung von {\displaystyle 0} bis {\displaystyle b-1}, das Alphabet ist also {\displaystyle \Sigma _{b}=\{0,1,\dots ,b-1\}}. Die Position des Dezimaltrenners (Komma) spielt keine Rolle.
Zu jedem {\displaystyle k}-stelligen Ziffernblock {\displaystyle w} dieser Darstellung (d. h. aus Ziffern zur Basis {\displaystyle b} und mit Länge {\displaystyle |w|=k}) bezeichnet {\displaystyle N_{S_{x,b}}(w,n)} die Anzahl, mit welcher der Ziffernblock {\displaystyle w} unter den ersten {\displaystyle n} Nachkommastellen von {\displaystyle x} auftritt.

### Einfach normale Zahl
Die Zahl {\displaystyle x\in \mathbb {R} } heißt einfach normal zur Basis {\displaystyle b}, wenn jede Ziffernfolge {\displaystyle S_{x,b}} in der {\displaystyle b}-adischen Darstellung eine einfach normale Folge über dem Alphabet {\displaystyle \Sigma _{b}} ist. (Wenn das der Fall ist, ist die Wahl für die Ziffernfolge eindeutig; allgemein ist diese Ziffernfolge nicht eindeutig, siehe 0,999...) Das ist genau dann der Fall, wenn für alle Ziffern {\displaystyle a} dieser Darstellung gilt:
{\displaystyle \lim _{n\to \infty }{\frac {N_{S_{x,b}}(a,n)}{n}}={\frac {1}{b}}}
Beispielsweise ist die Zahl {\displaystyle {\tfrac {1}{3}}=0{,}{\overline {01}}_{2}} (periodischer Block von {\displaystyle 01} in Basis {\displaystyle 2}) einfach
normal in Basis {\displaystyle 2}, da die Ziffern {\displaystyle 0} und {\displaystyle 1} gleich häufig vorkommen. 

### Normale Zahl
Die Zahl {\displaystyle x\in \mathbb {R} } heißt normal zur Basis {\displaystyle b} genau dann, wenn die Ziffernfolge {\displaystyle S_{x,b}} in der {\displaystyle b}-adischen Darstellung eine normale Folge über dem Alphabet {\displaystyle \Sigma _{b}} ist. Das ist genau dann der Fall, wenn für jede endliche Sequenz {\displaystyle w} von Ziffern dieser Darstellung gilt:
{\displaystyle \lim _{n\to \infty }{\frac {N_{S_{x,b}}(w,n)}{n}}={\frac {1}{b^{|w|}}}}
(Die Sequenz {\displaystyle w} bezeichnet man auch als {\displaystyle k}-stelligen Ziffernblock)
Es lässt sich zeigen, dass eine Zahl {\displaystyle x} genau dann normal zur Basis {\displaystyle b} ist, wenn die Folge
{\displaystyle (b^{n}x)_{n\geq 1}=(b\cdot x,b^{2}\cdot x,b^{3}\cdot x,\dots )}
gleichverteilt modulo 1 ist.
Außerdem gilt folgende Äquivalenz: die Zahl {\displaystyle x} ist genau dann normal zur Basis {\displaystyle b}, wenn sie einfach normal zu jeder der Basen {\displaystyle b,b^{2},b^{3},\ldots } ist.

### Absolut normale Zahl
Die Zahl {\displaystyle x} heißt absolut normal, wenn sie zu jeder Basis {\displaystyle b\geq 2} normal ist.

## Anzahl normaler Zahlen
Der Begriff normale Zahl wurde 1909 von Émile Borel eingeführt. Er bewies auch gleich mit Hilfe des Borel-Cantelli-Lemmas, dass fast alle (im Lebesgue-Sinn) reellen Zahlen normal bzw. sogar absolut normal sind.
Die Menge der nicht-normalen Zahlen ist allerdings überabzählbar, wie sich leicht anhand einer dem Cantorschen Diskontinuum entsprechenden Konstruktion zeigen lässt.

## Konstruktion normaler Zahlen
Wacław Sierpiński lieferte im Jahr 1917 die erste Konstruktion einer normalen Zahl. Verónica Becher und Santiago Figueira gaben 2002 einen Algorithmus zur Berechnung der von Sierpiński konstruierten Zahl an. Die Chaitinsche Konstante ist ein Beispiel einer nicht berechenbaren normalen Zahl.
David Gawen Champernowne gab im Jahr 1933 die erste explizite Konstruktion einer normalen Zahl an, die als Champernowne-Zahl bekannt ist. Im Dezimalsystem lauten die ersten Stellen:
{\displaystyle C_{10}=0{,}12345678910111213141516\ldots }
Sie ist Folge A033307 in OEIS und wird gebildet durch Aneinanderreihen der natürlichen Zahlen zur Basis {\displaystyle 10}. Die Champernowne-Zahl ist nicht normal bezüglich einiger anderer Basen.
Die Copeland-Erdős-Zahl, benannt nach Arthur Herbert Copeland und Paul Erdős, ist ein weiteres Beispiel einer zur Basis {\displaystyle 10} normalen Zahl, Folge A033308 in OEIS. Die ersten Dezimalstellen lauten:
{\displaystyle CE_{10}=0{,}235711131719232931374143\ldots }
Sie wird durch Aneinanderreihen aller Primzahlen zur Basis {\displaystyle 10} gebildet.
Wolfgang Schmidt untersuchte 1960, unter welchen Bedingungen an {\displaystyle r} und {\displaystyle s} Zahlen, die zur Basis {\displaystyle r} normal sind, auch zur Basis {\displaystyle s} normal sind, und zeigte: Wenn {\displaystyle {\tfrac {\ln(r)}{\ln(s)}}} eine rationale Zahl ist (äquivalent: wenn es positive natürliche Zahlen {\displaystyle m} und {\displaystyle n} mit {\displaystyle r^{n}=s^{m}} gibt), dann ist jede zur Basis {\displaystyle r} normale Zahl auch zur Basis {\displaystyle s} normal. Die Umkehrung gilt ebenfalls, und sogar: Wenn {\displaystyle {\tfrac {\ln(r)}{\ln(s)}}} irrational ist, dann hat die Menge der Zahlen, die zur Basis {\displaystyle r} normal und zur Basis {\displaystyle s} nicht normal sind, die Mächtigkeit des Kontinuums.

## Nicht normale Zahlen
Eine rationale Zahl kann zu keiner Basis normal sein, da ihre Darstellung stets periodisch wird. Es gibt aber auch Konstruktionen irrationaler Zahlen, die zu keiner Basis normal sind (man nennt solche Zahlen absolut abnormal).

## Konkrete Zahlen
Von vielen irrationalen Zahlen ist nicht bekannt, ob sie zu irgendeiner Basis normal sind oder nicht, unter ihnen sind die Kreiszahl {\displaystyle \pi }, die Eulersche Zahl {\displaystyle e}, der natürliche Logarithmus der Zahl 2 und {\displaystyle {\sqrt {2}}}. Die meisten als normal erkannten Zahlen wurden mit dieser Eigenschaft als Ziel konstruiert.
Die Mathematiker David H. Bailey und Richard E. Crandall stellten 2001 die bis heute nicht bewiesene Vermutung auf, dass jede irrationale algebraische Zahl normal ist.